# Fotowyż
Fotowyż (ukr. Фотовиж) – wieś na Ukrainie, w obwodzie sumskim, w rejonie szosteckim, w hromadzie Esmań. W 2001 liczyła 291 mieszkańców, głównie rosyjskojęzycznych.